# Beardius parcus
Beardius parcus är en tvåvingeart som beskrevs av Reiss och James E. Sublette 1985. Beardius parcus ingår i släktet Beardius och familjen fjädermyggor. Inga underarter finns listade i Catalogue of Life.